# Robert Gwaze
Robert Gwaze (Harare, 1982) è uno scacchista zimbabwese.
Ha ottenuto il titolo di Maestro Internazionale nel 1998 e due norme di Grande Maestro.

## Principali risultati
All'età di 15 anni vinse il campionato dello Zimbabwe sia nella categoria assoluta che juniores.
Nel 1998 vinse a Nairobi in Kenya il campionato africano juniores (U20) e nel 2007 il campionato africano assoluto a Windhoek in Namibia.
Con la nazionale dello Zimbabwe ha partecipato a tre olimpiadi degli scacchi: Elista 1998, Bled 2002 e Istanbul 2012, con il risultato complessivo del 65,3% dei punti. Nelle olimpiadi di Bled 2002 vinse la medaglia d'oro in 1ª scacchiera con il punteggio pieno di 9 /9, un record eguagliato solo da Alexander Alekhine alle Olimpiadi di Varsavia 1930.
Ha partecipato alla Coppa del Mondo del 2007, dove è stato eliminato nel primo turno da Alexei Shirov, e alla Coppa del Mondo del 2011, dove è stato eliminato nel primo turno dall'ex campione del mondo FIDE Ruslan Ponomariov.
Nel 2010 ha vinto il torneo internazionale "Cuca Trophy" a Luanda in Angola.
Ha ottenuto il suo massimo rating FIDE in giugno 2022, con 2 422 punti Elo.